# Rhyacophila tarkiya
Rhyacophila tarkiya är en nattsländeart som beskrevs av Schmid 1970. Rhyacophila tarkiya ingår i släktet Rhyacophila och familjen rovnattsländor. Inga underarter finns listade i Catalogue of Life.